# إريك بيترسون (عداء مسافات طويلة)
إريك بيترسون هو عداء مسافات طويلة سويدي، ولد في 6 سبتمبر 1906، وتوفي في 22 يوليو 1974.

## وصلات خارجية
- إريك بيترسون على موقع أوليمبيديا (الإنجليزية)
- إريك بيترسون على موقع اللجنة الأولمبية السويدية (السويدية)